# Joe Nanini

Joe Nanini wł. Oliver Joseph Nanini (ur. 1955 w Japonii, zm. 4 grudnia 2000 w Atlancie, Stany Zjednoczone) – amerykański perkusista, kompozytor, znany głównie z grania w zespole new wave Wall of Voodoo oraz utworu Mexican Radio.
Grał również w Black Randy & The Metrosquad, The Flesh Eaters, The Dils, The Bags, Silver Chalice, Sienna Nanini, Eyes.
Zmarł w wieku 45 lat na krwotok śródmózgowy.